# برما (مصر)
برما إحدى قرى مركز طنطا التابع لمحافظة الغربية بجمهورية مصر العربية.

## التاريخ
برما قرية قديمة ذكرها ياقوت الحموي في كتابه معجم البلدان وقال أنها بليدة ذات أسواق في كورة الغربية، وفي قوانين ابن مماتي وفي تحفة الإرشاد. ذكرها جوتييه في قاموسه باسم Pre ma وذكرها أميلينو في جغرافيته قائلا أن اسمها القديم Pschîimou وأن معنى اسمها آبار الماء، وهو معنى يعارضه محمد رمزي.
ذكرها علي مبارك في كتابه الخطط التوفيقية، حيث ذكر أنها قرية كبيرة من قرى مديرية الغربية بقسم إبيار، لها شهرة بمعامل الدجاج وبها عدة بساتين وسواقي، وأن بها جامع بمئذنة.

## التعليم
تصل نسبة الأمية في القرية إلى 34.95% بين من تجاوزوا العاشرة من عمرهم، بينما تصل نسبة من حصلوا على تعليم جامعي إلى 3.14% من جملة السكان.

## السكان
بلغ عدد سكان برما 26,992 نسمة حسب تقدير عام 2018.
| السنة  | 1882 | 1897 | 1907 | 1927 | 1947   | 1960   | 1976   | 1986   | 1996   | 2006   | 2018   |
| ------ | ---- | ---- | ---- | ---- | ------ | ------ | ------ | ------ | ------ | ------ | ------ |
| القرية | 6165 | 9417 | 9775 | 9845 | 10,843 | 11,152 | 11,294 | 14,892 | 18,372 | 21,386 | 26,992 |

## الثقافة الشعبية
القرية مذكورة في المثل الشعبي هي حسبة برما؟! والذي يستخدم للاستنكار استصعاب شيء ما أو للتعبير عن صعوبة المسائلة الحسابية، وقصته عن امرأة كانت تحمل البيض لمصنع تفريخ بالقرية، أثناء مشيها اصطدم بها أحد الأشخاص فانكسر البيض وعرض عليها أن يعوضها فأجبت بأنها لا تعرف عدد البيض الذي كانت تحمله، صادف ذلك مرور صراف القرية حنا تادرس الذي قالت له المرأة أنها وضعت البيض في مجموعات كل واحدة منها مكونة من سبع بيضات، لأنها إن وصعت البيض في مجموعات تقل عن السبعة فستقبى بيضة واحدة، فكان جوابه أن العدد الوحيد الذي تنطبق عليه هذه الشروط هو 301 بيضة وعوضها عن ثمن البيض.

## الأعلام
- إبراهيم البرماوي، ثاني شيوخ الجامع الأزهر، تولى مشيخة الأزهر بين عامي 1101 هـ و1106 هـ (1690-1694م).[17]
- راغب مصطفى غلوش (5 يوليو 1938 - 4 فبراير 2016) قارئ بالإذاعة المصرية.[18]
- شمس الدين البرماوي (توفي سنة 831 هـ)، أحد أئمة الشافعية وهو تلميذ لبدر الدين الزركشي.[3]